# محمدرضا نوراللهیان

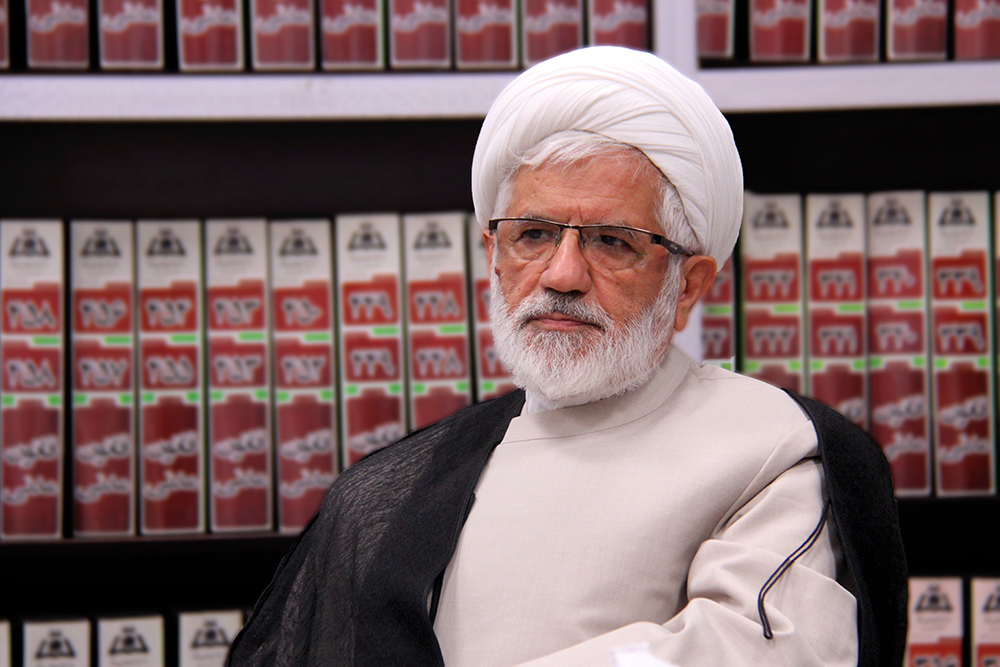
محمدرضا نوراللهیان در پژوهشکده حقوق و قانون ایران

محمدرضا نوراللهیان رئیس سابق سازمان حوزه‌ها و مدارس علمیه خارج از کشور، مشاور میرحسین موسوی در انتخابات ریاست جمهوری دهم و دارای سابقه همکاری با دفتر علی خامنه‌ای تا پیش از انتخابات دهم رياست جمهوری و از معاونین سابق وزارت اطلاعات می‌باشد.
وی در جریان تشییع پیکر میر اسماعیل موسوی (پدر میرحسین موسوی) در ۱۱ فروردین ۱۳۹۰ دستگیر و تحویل دادگاه ویژه روحانیت شد.